# Mistrzostwa świata w szachach 1892

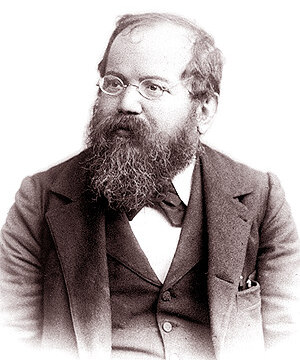
Mistrz świata 1892,
Wilhelm Steinitz

Mistrzostwa świata w szachach 1892 – mecz o tytuł mistrza świata pomiędzy Wilhelmem Steinitzem a Michaiłem Czigorinem, który odbył się w Hawanie w dniach 1 I – 28 II 1892 roku. 
Zgodnie z regulaminem, mecz miał się toczyć do dziesięciu wygranych partii (remisów nie liczono). Przy stanie 9 – 9 mecz miał zostać uznany za remisowy, a następnie niezwłocznie rozegrany od nowa, w tym przypadku – do trzech zwycięstw. 
Spotkanie miało bardziej zacięty przebieg, niż mecz tych samych przeciwników w 1889 roku. Po dziewiętnastu partiach Czigorin prowadził 8 – 7, XX i XXII partię wygrał Steinitz, a ostatnia partia meczu – XXIII – miała niecodzienne zakończenie. Znaczną przewagę uzyskał w niej szachista rosyjski, popełnił jednak prosty błąd i podstawił mata w dwóch posunięciach, co oznaczało jego porażkę 8 – 10 w całym meczu.
|   | a | b | c | d | e | f | g | h |   |
| 8 | a7 – Czarny pionek · b7 – Czarny pionek · e7 – Biała wieża · h7 – Czarny pionek · d6 – Biały goniec · e6 – Biały skoczek · f6 – Czarny król · g6 – Czarny goniec · d5 – Biały pionek · f5 – Czarny pionek · h4 – Czarny pionek · a2 – Biały pionek · b2 – Biały pionek · d2 – Czarna wieża · e2 – Czarna wieża · h2 – Biały pionek · f1 – Biała wieża · h1 – Biały król | a7 – Czarny pionek · b7 – Czarny pionek · e7 – Biała wieża · h7 – Czarny pionek · d6 – Biały goniec · e6 – Biały skoczek · f6 – Czarny król · g6 – Czarny goniec · d5 – Biały pionek · f5 – Czarny pionek · h4 – Czarny pionek · a2 – Biały pionek · b2 – Biały pionek · d2 – Czarna wieża · e2 – Czarna wieża · h2 – Biały pionek · f1 – Biała wieża · h1 – Biały król | a7 – Czarny pionek · b7 – Czarny pionek · e7 – Biała wieża · h7 – Czarny pionek · d6 – Biały goniec · e6 – Biały skoczek · f6 – Czarny król · g6 – Czarny goniec · d5 – Biały pionek · f5 – Czarny pionek · h4 – Czarny pionek · a2 – Biały pionek · b2 – Biały pionek · d2 – Czarna wieża · e2 – Czarna wieża · h2 – Biały pionek · f1 – Biała wieża · h1 – Biały król | a7 – Czarny pionek · b7 – Czarny pionek · e7 – Biała wieża · h7 – Czarny pionek · d6 – Biały goniec · e6 – Biały skoczek · f6 – Czarny król · g6 – Czarny goniec · d5 – Biały pionek · f5 – Czarny pionek · h4 – Czarny pionek · a2 – Biały pionek · b2 – Biały pionek · d2 – Czarna wieża · e2 – Czarna wieża · h2 – Biały pionek · f1 – Biała wieża · h1 – Biały król | a7 – Czarny pionek · b7 – Czarny pionek · e7 – Biała wieża · h7 – Czarny pionek · d6 – Biały goniec · e6 – Biały skoczek · f6 – Czarny król · g6 – Czarny goniec · d5 – Biały pionek · f5 – Czarny pionek · h4 – Czarny pionek · a2 – Biały pionek · b2 – Biały pionek · d2 – Czarna wieża · e2 – Czarna wieża · h2 – Biały pionek · f1 – Biała wieża · h1 – Biały król | a7 – Czarny pionek · b7 – Czarny pionek · e7 – Biała wieża · h7 – Czarny pionek · d6 – Biały goniec · e6 – Biały skoczek · f6 – Czarny król · g6 – Czarny goniec · d5 – Biały pionek · f5 – Czarny pionek · h4 – Czarny pionek · a2 – Biały pionek · b2 – Biały pionek · d2 – Czarna wieża · e2 – Czarna wieża · h2 – Biały pionek · f1 – Biała wieża · h1 – Biały król | a7 – Czarny pionek · b7 – Czarny pionek · e7 – Biała wieża · h7 – Czarny pionek · d6 – Biały goniec · e6 – Biały skoczek · f6 – Czarny król · g6 – Czarny goniec · d5 – Biały pionek · f5 – Czarny pionek · h4 – Czarny pionek · a2 – Biały pionek · b2 – Biały pionek · d2 – Czarna wieża · e2 – Czarna wieża · h2 – Biały pionek · f1 – Biała wieża · h1 – Biały król | a7 – Czarny pionek · b7 – Czarny pionek · e7 – Biała wieża · h7 – Czarny pionek · d6 – Biały goniec · e6 – Biały skoczek · f6 – Czarny król · g6 – Czarny goniec · d5 – Biały pionek · f5 – Czarny pionek · h4 – Czarny pionek · a2 – Biały pionek · b2 – Biały pionek · d2 – Czarna wieża · e2 – Czarna wieża · h2 – Biały pionek · f1 – Biała wieża · h1 – Biały król | 8 |
| 7 | a7 – Czarny pionek · b7 – Czarny pionek · e7 – Biała wieża · h7 – Czarny pionek · d6 – Biały goniec · e6 – Biały skoczek · f6 – Czarny król · g6 – Czarny goniec · d5 – Biały pionek · f5 – Czarny pionek · h4 – Czarny pionek · a2 – Biały pionek · b2 – Biały pionek · d2 – Czarna wieża · e2 – Czarna wieża · h2 – Biały pionek · f1 – Biała wieża · h1 – Biały król | a7 – Czarny pionek · b7 – Czarny pionek · e7 – Biała wieża · h7 – Czarny pionek · d6 – Biały goniec · e6 – Biały skoczek · f6 – Czarny król · g6 – Czarny goniec · d5 – Biały pionek · f5 – Czarny pionek · h4 – Czarny pionek · a2 – Biały pionek · b2 – Biały pionek · d2 – Czarna wieża · e2 – Czarna wieża · h2 – Biały pionek · f1 – Biała wieża · h1 – Biały król | a7 – Czarny pionek · b7 – Czarny pionek · e7 – Biała wieża · h7 – Czarny pionek · d6 – Biały goniec · e6 – Biały skoczek · f6 – Czarny król · g6 – Czarny goniec · d5 – Biały pionek · f5 – Czarny pionek · h4 – Czarny pionek · a2 – Biały pionek · b2 – Biały pionek · d2 – Czarna wieża · e2 – Czarna wieża · h2 – Biały pionek · f1 – Biała wieża · h1 – Biały król | a7 – Czarny pionek · b7 – Czarny pionek · e7 – Biała wieża · h7 – Czarny pionek · d6 – Biały goniec · e6 – Biały skoczek · f6 – Czarny król · g6 – Czarny goniec · d5 – Biały pionek · f5 – Czarny pionek · h4 – Czarny pionek · a2 – Biały pionek · b2 – Biały pionek · d2 – Czarna wieża · e2 – Czarna wieża · h2 – Biały pionek · f1 – Biała wieża · h1 – Biały król | a7 – Czarny pionek · b7 – Czarny pionek · e7 – Biała wieża · h7 – Czarny pionek · d6 – Biały goniec · e6 – Biały skoczek · f6 – Czarny król · g6 – Czarny goniec · d5 – Biały pionek · f5 – Czarny pionek · h4 – Czarny pionek · a2 – Biały pionek · b2 – Biały pionek · d2 – Czarna wieża · e2 – Czarna wieża · h2 – Biały pionek · f1 – Biała wieża · h1 – Biały król | a7 – Czarny pionek · b7 – Czarny pionek · e7 – Biała wieża · h7 – Czarny pionek · d6 – Biały goniec · e6 – Biały skoczek · f6 – Czarny król · g6 – Czarny goniec · d5 – Biały pionek · f5 – Czarny pionek · h4 – Czarny pionek · a2 – Biały pionek · b2 – Biały pionek · d2 – Czarna wieża · e2 – Czarna wieża · h2 – Biały pionek · f1 – Biała wieża · h1 – Biały król | a7 – Czarny pionek · b7 – Czarny pionek · e7 – Biała wieża · h7 – Czarny pionek · d6 – Biały goniec · e6 – Biały skoczek · f6 – Czarny król · g6 – Czarny goniec · d5 – Biały pionek · f5 – Czarny pionek · h4 – Czarny pionek · a2 – Biały pionek · b2 – Biały pionek · d2 – Czarna wieża · e2 – Czarna wieża · h2 – Biały pionek · f1 – Biała wieża · h1 – Biały król | a7 – Czarny pionek · b7 – Czarny pionek · e7 – Biała wieża · h7 – Czarny pionek · d6 – Biały goniec · e6 – Biały skoczek · f6 – Czarny król · g6 – Czarny goniec · d5 – Biały pionek · f5 – Czarny pionek · h4 – Czarny pionek · a2 – Biały pionek · b2 – Biały pionek · d2 – Czarna wieża · e2 – Czarna wieża · h2 – Biały pionek · f1 – Biała wieża · h1 – Biały król | 7 |
| 6 | a7 – Czarny pionek · b7 – Czarny pionek · e7 – Biała wieża · h7 – Czarny pionek · d6 – Biały goniec · e6 – Biały skoczek · f6 – Czarny król · g6 – Czarny goniec · d5 – Biały pionek · f5 – Czarny pionek · h4 – Czarny pionek · a2 – Biały pionek · b2 – Biały pionek · d2 – Czarna wieża · e2 – Czarna wieża · h2 – Biały pionek · f1 – Biała wieża · h1 – Biały król | a7 – Czarny pionek · b7 – Czarny pionek · e7 – Biała wieża · h7 – Czarny pionek · d6 – Biały goniec · e6 – Biały skoczek · f6 – Czarny król · g6 – Czarny goniec · d5 – Biały pionek · f5 – Czarny pionek · h4 – Czarny pionek · a2 – Biały pionek · b2 – Biały pionek · d2 – Czarna wieża · e2 – Czarna wieża · h2 – Biały pionek · f1 – Biała wieża · h1 – Biały król | a7 – Czarny pionek · b7 – Czarny pionek · e7 – Biała wieża · h7 – Czarny pionek · d6 – Biały goniec · e6 – Biały skoczek · f6 – Czarny król · g6 – Czarny goniec · d5 – Biały pionek · f5 – Czarny pionek · h4 – Czarny pionek · a2 – Biały pionek · b2 – Biały pionek · d2 – Czarna wieża · e2 – Czarna wieża · h2 – Biały pionek · f1 – Biała wieża · h1 – Biały król | a7 – Czarny pionek · b7 – Czarny pionek · e7 – Biała wieża · h7 – Czarny pionek · d6 – Biały goniec · e6 – Biały skoczek · f6 – Czarny król · g6 – Czarny goniec · d5 – Biały pionek · f5 – Czarny pionek · h4 – Czarny pionek · a2 – Biały pionek · b2 – Biały pionek · d2 – Czarna wieża · e2 – Czarna wieża · h2 – Biały pionek · f1 – Biała wieża · h1 – Biały król | a7 – Czarny pionek · b7 – Czarny pionek · e7 – Biała wieża · h7 – Czarny pionek · d6 – Biały goniec · e6 – Biały skoczek · f6 – Czarny król · g6 – Czarny goniec · d5 – Biały pionek · f5 – Czarny pionek · h4 – Czarny pionek · a2 – Biały pionek · b2 – Biały pionek · d2 – Czarna wieża · e2 – Czarna wieża · h2 – Biały pionek · f1 – Biała wieża · h1 – Biały król | a7 – Czarny pionek · b7 – Czarny pionek · e7 – Biała wieża · h7 – Czarny pionek · d6 – Biały goniec · e6 – Biały skoczek · f6 – Czarny król · g6 – Czarny goniec · d5 – Biały pionek · f5 – Czarny pionek · h4 – Czarny pionek · a2 – Biały pionek · b2 – Biały pionek · d2 – Czarna wieża · e2 – Czarna wieża · h2 – Biały pionek · f1 – Biała wieża · h1 – Biały król | a7 – Czarny pionek · b7 – Czarny pionek · e7 – Biała wieża · h7 – Czarny pionek · d6 – Biały goniec · e6 – Biały skoczek · f6 – Czarny król · g6 – Czarny goniec · d5 – Biały pionek · f5 – Czarny pionek · h4 – Czarny pionek · a2 – Biały pionek · b2 – Biały pionek · d2 – Czarna wieża · e2 – Czarna wieża · h2 – Biały pionek · f1 – Biała wieża · h1 – Biały król | a7 – Czarny pionek · b7 – Czarny pionek · e7 – Biała wieża · h7 – Czarny pionek · d6 – Biały goniec · e6 – Biały skoczek · f6 – Czarny król · g6 – Czarny goniec · d5 – Biały pionek · f5 – Czarny pionek · h4 – Czarny pionek · a2 – Biały pionek · b2 – Biały pionek · d2 – Czarna wieża · e2 – Czarna wieża · h2 – Biały pionek · f1 – Biała wieża · h1 – Biały król | 6 |
| 5 | a7 – Czarny pionek · b7 – Czarny pionek · e7 – Biała wieża · h7 – Czarny pionek · d6 – Biały goniec · e6 – Biały skoczek · f6 – Czarny król · g6 – Czarny goniec · d5 – Biały pionek · f5 – Czarny pionek · h4 – Czarny pionek · a2 – Biały pionek · b2 – Biały pionek · d2 – Czarna wieża · e2 – Czarna wieża · h2 – Biały pionek · f1 – Biała wieża · h1 – Biały król | a7 – Czarny pionek · b7 – Czarny pionek · e7 – Biała wieża · h7 – Czarny pionek · d6 – Biały goniec · e6 – Biały skoczek · f6 – Czarny król · g6 – Czarny goniec · d5 – Biały pionek · f5 – Czarny pionek · h4 – Czarny pionek · a2 – Biały pionek · b2 – Biały pionek · d2 – Czarna wieża · e2 – Czarna wieża · h2 – Biały pionek · f1 – Biała wieża · h1 – Biały król | a7 – Czarny pionek · b7 – Czarny pionek · e7 – Biała wieża · h7 – Czarny pionek · d6 – Biały goniec · e6 – Biały skoczek · f6 – Czarny król · g6 – Czarny goniec · d5 – Biały pionek · f5 – Czarny pionek · h4 – Czarny pionek · a2 – Biały pionek · b2 – Biały pionek · d2 – Czarna wieża · e2 – Czarna wieża · h2 – Biały pionek · f1 – Biała wieża · h1 – Biały król | a7 – Czarny pionek · b7 – Czarny pionek · e7 – Biała wieża · h7 – Czarny pionek · d6 – Biały goniec · e6 – Biały skoczek · f6 – Czarny król · g6 – Czarny goniec · d5 – Biały pionek · f5 – Czarny pionek · h4 – Czarny pionek · a2 – Biały pionek · b2 – Biały pionek · d2 – Czarna wieża · e2 – Czarna wieża · h2 – Biały pionek · f1 – Biała wieża · h1 – Biały król | a7 – Czarny pionek · b7 – Czarny pionek · e7 – Biała wieża · h7 – Czarny pionek · d6 – Biały goniec · e6 – Biały skoczek · f6 – Czarny król · g6 – Czarny goniec · d5 – Biały pionek · f5 – Czarny pionek · h4 – Czarny pionek · a2 – Biały pionek · b2 – Biały pionek · d2 – Czarna wieża · e2 – Czarna wieża · h2 – Biały pionek · f1 – Biała wieża · h1 – Biały król | a7 – Czarny pionek · b7 – Czarny pionek · e7 – Biała wieża · h7 – Czarny pionek · d6 – Biały goniec · e6 – Biały skoczek · f6 – Czarny król · g6 – Czarny goniec · d5 – Biały pionek · f5 – Czarny pionek · h4 – Czarny pionek · a2 – Biały pionek · b2 – Biały pionek · d2 – Czarna wieża · e2 – Czarna wieża · h2 – Biały pionek · f1 – Biała wieża · h1 – Biały król | a7 – Czarny pionek · b7 – Czarny pionek · e7 – Biała wieża · h7 – Czarny pionek · d6 – Biały goniec · e6 – Biały skoczek · f6 – Czarny król · g6 – Czarny goniec · d5 – Biały pionek · f5 – Czarny pionek · h4 – Czarny pionek · a2 – Biały pionek · b2 – Biały pionek · d2 – Czarna wieża · e2 – Czarna wieża · h2 – Biały pionek · f1 – Biała wieża · h1 – Biały król | a7 – Czarny pionek · b7 – Czarny pionek · e7 – Biała wieża · h7 – Czarny pionek · d6 – Biały goniec · e6 – Biały skoczek · f6 – Czarny król · g6 – Czarny goniec · d5 – Biały pionek · f5 – Czarny pionek · h4 – Czarny pionek · a2 – Biały pionek · b2 – Biały pionek · d2 – Czarna wieża · e2 – Czarna wieża · h2 – Biały pionek · f1 – Biała wieża · h1 – Biały król | 5 |
| 4 | a7 – Czarny pionek · b7 – Czarny pionek · e7 – Biała wieża · h7 – Czarny pionek · d6 – Biały goniec · e6 – Biały skoczek · f6 – Czarny król · g6 – Czarny goniec · d5 – Biały pionek · f5 – Czarny pionek · h4 – Czarny pionek · a2 – Biały pionek · b2 – Biały pionek · d2 – Czarna wieża · e2 – Czarna wieża · h2 – Biały pionek · f1 – Biała wieża · h1 – Biały król | a7 – Czarny pionek · b7 – Czarny pionek · e7 – Biała wieża · h7 – Czarny pionek · d6 – Biały goniec · e6 – Biały skoczek · f6 – Czarny król · g6 – Czarny goniec · d5 – Biały pionek · f5 – Czarny pionek · h4 – Czarny pionek · a2 – Biały pionek · b2 – Biały pionek · d2 – Czarna wieża · e2 – Czarna wieża · h2 – Biały pionek · f1 – Biała wieża · h1 – Biały król | a7 – Czarny pionek · b7 – Czarny pionek · e7 – Biała wieża · h7 – Czarny pionek · d6 – Biały goniec · e6 – Biały skoczek · f6 – Czarny król · g6 – Czarny goniec · d5 – Biały pionek · f5 – Czarny pionek · h4 – Czarny pionek · a2 – Biały pionek · b2 – Biały pionek · d2 – Czarna wieża · e2 – Czarna wieża · h2 – Biały pionek · f1 – Biała wieża · h1 – Biały król | a7 – Czarny pionek · b7 – Czarny pionek · e7 – Biała wieża · h7 – Czarny pionek · d6 – Biały goniec · e6 – Biały skoczek · f6 – Czarny król · g6 – Czarny goniec · d5 – Biały pionek · f5 – Czarny pionek · h4 – Czarny pionek · a2 – Biały pionek · b2 – Biały pionek · d2 – Czarna wieża · e2 – Czarna wieża · h2 – Biały pionek · f1 – Biała wieża · h1 – Biały król | a7 – Czarny pionek · b7 – Czarny pionek · e7 – Biała wieża · h7 – Czarny pionek · d6 – Biały goniec · e6 – Biały skoczek · f6 – Czarny król · g6 – Czarny goniec · d5 – Biały pionek · f5 – Czarny pionek · h4 – Czarny pionek · a2 – Biały pionek · b2 – Biały pionek · d2 – Czarna wieża · e2 – Czarna wieża · h2 – Biały pionek · f1 – Biała wieża · h1 – Biały król | a7 – Czarny pionek · b7 – Czarny pionek · e7 – Biała wieża · h7 – Czarny pionek · d6 – Biały goniec · e6 – Biały skoczek · f6 – Czarny król · g6 – Czarny goniec · d5 – Biały pionek · f5 – Czarny pionek · h4 – Czarny pionek · a2 – Biały pionek · b2 – Biały pionek · d2 – Czarna wieża · e2 – Czarna wieża · h2 – Biały pionek · f1 – Biała wieża · h1 – Biały król | a7 – Czarny pionek · b7 – Czarny pionek · e7 – Biała wieża · h7 – Czarny pionek · d6 – Biały goniec · e6 – Biały skoczek · f6 – Czarny król · g6 – Czarny goniec · d5 – Biały pionek · f5 – Czarny pionek · h4 – Czarny pionek · a2 – Biały pionek · b2 – Biały pionek · d2 – Czarna wieża · e2 – Czarna wieża · h2 – Biały pionek · f1 – Biała wieża · h1 – Biały król | a7 – Czarny pionek · b7 – Czarny pionek · e7 – Biała wieża · h7 – Czarny pionek · d6 – Biały goniec · e6 – Biały skoczek · f6 – Czarny król · g6 – Czarny goniec · d5 – Biały pionek · f5 – Czarny pionek · h4 – Czarny pionek · a2 – Biały pionek · b2 – Biały pionek · d2 – Czarna wieża · e2 – Czarna wieża · h2 – Biały pionek · f1 – Biała wieża · h1 – Biały król | 4 |
| 3 | a7 – Czarny pionek · b7 – Czarny pionek · e7 – Biała wieża · h7 – Czarny pionek · d6 – Biały goniec · e6 – Biały skoczek · f6 – Czarny król · g6 – Czarny goniec · d5 – Biały pionek · f5 – Czarny pionek · h4 – Czarny pionek · a2 – Biały pionek · b2 – Biały pionek · d2 – Czarna wieża · e2 – Czarna wieża · h2 – Biały pionek · f1 – Biała wieża · h1 – Biały król | a7 – Czarny pionek · b7 – Czarny pionek · e7 – Biała wieża · h7 – Czarny pionek · d6 – Biały goniec · e6 – Biały skoczek · f6 – Czarny król · g6 – Czarny goniec · d5 – Biały pionek · f5 – Czarny pionek · h4 – Czarny pionek · a2 – Biały pionek · b2 – Biały pionek · d2 – Czarna wieża · e2 – Czarna wieża · h2 – Biały pionek · f1 – Biała wieża · h1 – Biały król | a7 – Czarny pionek · b7 – Czarny pionek · e7 – Biała wieża · h7 – Czarny pionek · d6 – Biały goniec · e6 – Biały skoczek · f6 – Czarny król · g6 – Czarny goniec · d5 – Biały pionek · f5 – Czarny pionek · h4 – Czarny pionek · a2 – Biały pionek · b2 – Biały pionek · d2 – Czarna wieża · e2 – Czarna wieża · h2 – Biały pionek · f1 – Biała wieża · h1 – Biały król | a7 – Czarny pionek · b7 – Czarny pionek · e7 – Biała wieża · h7 – Czarny pionek · d6 – Biały goniec · e6 – Biały skoczek · f6 – Czarny król · g6 – Czarny goniec · d5 – Biały pionek · f5 – Czarny pionek · h4 – Czarny pionek · a2 – Biały pionek · b2 – Biały pionek · d2 – Czarna wieża · e2 – Czarna wieża · h2 – Biały pionek · f1 – Biała wieża · h1 – Biały król | a7 – Czarny pionek · b7 – Czarny pionek · e7 – Biała wieża · h7 – Czarny pionek · d6 – Biały goniec · e6 – Biały skoczek · f6 – Czarny król · g6 – Czarny goniec · d5 – Biały pionek · f5 – Czarny pionek · h4 – Czarny pionek · a2 – Biały pionek · b2 – Biały pionek · d2 – Czarna wieża · e2 – Czarna wieża · h2 – Biały pionek · f1 – Biała wieża · h1 – Biały król | a7 – Czarny pionek · b7 – Czarny pionek · e7 – Biała wieża · h7 – Czarny pionek · d6 – Biały goniec · e6 – Biały skoczek · f6 – Czarny król · g6 – Czarny goniec · d5 – Biały pionek · f5 – Czarny pionek · h4 – Czarny pionek · a2 – Biały pionek · b2 – Biały pionek · d2 – Czarna wieża · e2 – Czarna wieża · h2 – Biały pionek · f1 – Biała wieża · h1 – Biały król | a7 – Czarny pionek · b7 – Czarny pionek · e7 – Biała wieża · h7 – Czarny pionek · d6 – Biały goniec · e6 – Biały skoczek · f6 – Czarny król · g6 – Czarny goniec · d5 – Biały pionek · f5 – Czarny pionek · h4 – Czarny pionek · a2 – Biały pionek · b2 – Biały pionek · d2 – Czarna wieża · e2 – Czarna wieża · h2 – Biały pionek · f1 – Biała wieża · h1 – Biały król | a7 – Czarny pionek · b7 – Czarny pionek · e7 – Biała wieża · h7 – Czarny pionek · d6 – Biały goniec · e6 – Biały skoczek · f6 – Czarny król · g6 – Czarny goniec · d5 – Biały pionek · f5 – Czarny pionek · h4 – Czarny pionek · a2 – Biały pionek · b2 – Biały pionek · d2 – Czarna wieża · e2 – Czarna wieża · h2 – Biały pionek · f1 – Biała wieża · h1 – Biały król | 3 |
| 2 | a7 – Czarny pionek · b7 – Czarny pionek · e7 – Biała wieża · h7 – Czarny pionek · d6 – Biały goniec · e6 – Biały skoczek · f6 – Czarny król · g6 – Czarny goniec · d5 – Biały pionek · f5 – Czarny pionek · h4 – Czarny pionek · a2 – Biały pionek · b2 – Biały pionek · d2 – Czarna wieża · e2 – Czarna wieża · h2 – Biały pionek · f1 – Biała wieża · h1 – Biały król | a7 – Czarny pionek · b7 – Czarny pionek · e7 – Biała wieża · h7 – Czarny pionek · d6 – Biały goniec · e6 – Biały skoczek · f6 – Czarny król · g6 – Czarny goniec · d5 – Biały pionek · f5 – Czarny pionek · h4 – Czarny pionek · a2 – Biały pionek · b2 – Biały pionek · d2 – Czarna wieża · e2 – Czarna wieża · h2 – Biały pionek · f1 – Biała wieża · h1 – Biały król | a7 – Czarny pionek · b7 – Czarny pionek · e7 – Biała wieża · h7 – Czarny pionek · d6 – Biały goniec · e6 – Biały skoczek · f6 – Czarny król · g6 – Czarny goniec · d5 – Biały pionek · f5 – Czarny pionek · h4 – Czarny pionek · a2 – Biały pionek · b2 – Biały pionek · d2 – Czarna wieża · e2 – Czarna wieża · h2 – Biały pionek · f1 – Biała wieża · h1 – Biały król | a7 – Czarny pionek · b7 – Czarny pionek · e7 – Biała wieża · h7 – Czarny pionek · d6 – Biały goniec · e6 – Biały skoczek · f6 – Czarny król · g6 – Czarny goniec · d5 – Biały pionek · f5 – Czarny pionek · h4 – Czarny pionek · a2 – Biały pionek · b2 – Biały pionek · d2 – Czarna wieża · e2 – Czarna wieża · h2 – Biały pionek · f1 – Biała wieża · h1 – Biały król | a7 – Czarny pionek · b7 – Czarny pionek · e7 – Biała wieża · h7 – Czarny pionek · d6 – Biały goniec · e6 – Biały skoczek · f6 – Czarny król · g6 – Czarny goniec · d5 – Biały pionek · f5 – Czarny pionek · h4 – Czarny pionek · a2 – Biały pionek · b2 – Biały pionek · d2 – Czarna wieża · e2 – Czarna wieża · h2 – Biały pionek · f1 – Biała wieża · h1 – Biały król | a7 – Czarny pionek · b7 – Czarny pionek · e7 – Biała wieża · h7 – Czarny pionek · d6 – Biały goniec · e6 – Biały skoczek · f6 – Czarny król · g6 – Czarny goniec · d5 – Biały pionek · f5 – Czarny pionek · h4 – Czarny pionek · a2 – Biały pionek · b2 – Biały pionek · d2 – Czarna wieża · e2 – Czarna wieża · h2 – Biały pionek · f1 – Biała wieża · h1 – Biały król | a7 – Czarny pionek · b7 – Czarny pionek · e7 – Biała wieża · h7 – Czarny pionek · d6 – Biały goniec · e6 – Biały skoczek · f6 – Czarny król · g6 – Czarny goniec · d5 – Biały pionek · f5 – Czarny pionek · h4 – Czarny pionek · a2 – Biały pionek · b2 – Biały pionek · d2 – Czarna wieża · e2 – Czarna wieża · h2 – Biały pionek · f1 – Biała wieża · h1 – Biały król | a7 – Czarny pionek · b7 – Czarny pionek · e7 – Biała wieża · h7 – Czarny pionek · d6 – Biały goniec · e6 – Biały skoczek · f6 – Czarny król · g6 – Czarny goniec · d5 – Biały pionek · f5 – Czarny pionek · h4 – Czarny pionek · a2 – Biały pionek · b2 – Biały pionek · d2 – Czarna wieża · e2 – Czarna wieża · h2 – Biały pionek · f1 – Biała wieża · h1 – Biały król | 2 |
| 1 | a7 – Czarny pionek · b7 – Czarny pionek · e7 – Biała wieża · h7 – Czarny pionek · d6 – Biały goniec · e6 – Biały skoczek · f6 – Czarny król · g6 – Czarny goniec · d5 – Biały pionek · f5 – Czarny pionek · h4 – Czarny pionek · a2 – Biały pionek · b2 – Biały pionek · d2 – Czarna wieża · e2 – Czarna wieża · h2 – Biały pionek · f1 – Biała wieża · h1 – Biały król | a7 – Czarny pionek · b7 – Czarny pionek · e7 – Biała wieża · h7 – Czarny pionek · d6 – Biały goniec · e6 – Biały skoczek · f6 – Czarny król · g6 – Czarny goniec · d5 – Biały pionek · f5 – Czarny pionek · h4 – Czarny pionek · a2 – Biały pionek · b2 – Biały pionek · d2 – Czarna wieża · e2 – Czarna wieża · h2 – Biały pionek · f1 – Biała wieża · h1 – Biały król | a7 – Czarny pionek · b7 – Czarny pionek · e7 – Biała wieża · h7 – Czarny pionek · d6 – Biały goniec · e6 – Biały skoczek · f6 – Czarny król · g6 – Czarny goniec · d5 – Biały pionek · f5 – Czarny pionek · h4 – Czarny pionek · a2 – Biały pionek · b2 – Biały pionek · d2 – Czarna wieża · e2 – Czarna wieża · h2 – Biały pionek · f1 – Biała wieża · h1 – Biały król | a7 – Czarny pionek · b7 – Czarny pionek · e7 – Biała wieża · h7 – Czarny pionek · d6 – Biały goniec · e6 – Biały skoczek · f6 – Czarny król · g6 – Czarny goniec · d5 – Biały pionek · f5 – Czarny pionek · h4 – Czarny pionek · a2 – Biały pionek · b2 – Biały pionek · d2 – Czarna wieża · e2 – Czarna wieża · h2 – Biały pionek · f1 – Biała wieża · h1 – Biały król | a7 – Czarny pionek · b7 – Czarny pionek · e7 – Biała wieża · h7 – Czarny pionek · d6 – Biały goniec · e6 – Biały skoczek · f6 – Czarny król · g6 – Czarny goniec · d5 – Biały pionek · f5 – Czarny pionek · h4 – Czarny pionek · a2 – Biały pionek · b2 – Biały pionek · d2 – Czarna wieża · e2 – Czarna wieża · h2 – Biały pionek · f1 – Biała wieża · h1 – Biały król | a7 – Czarny pionek · b7 – Czarny pionek · e7 – Biała wieża · h7 – Czarny pionek · d6 – Biały goniec · e6 – Biały skoczek · f6 – Czarny król · g6 – Czarny goniec · d5 – Biały pionek · f5 – Czarny pionek · h4 – Czarny pionek · a2 – Biały pionek · b2 – Biały pionek · d2 – Czarna wieża · e2 – Czarna wieża · h2 – Biały pionek · f1 – Biała wieża · h1 – Biały król | a7 – Czarny pionek · b7 – Czarny pionek · e7 – Biała wieża · h7 – Czarny pionek · d6 – Biały goniec · e6 – Biały skoczek · f6 – Czarny król · g6 – Czarny goniec · d5 – Biały pionek · f5 – Czarny pionek · h4 – Czarny pionek · a2 – Biały pionek · b2 – Biały pionek · d2 – Czarna wieża · e2 – Czarna wieża · h2 – Biały pionek · f1 – Biała wieża · h1 – Biały król | a7 – Czarny pionek · b7 – Czarny pionek · e7 – Biała wieża · h7 – Czarny pionek · d6 – Biały goniec · e6 – Biały skoczek · f6 – Czarny król · g6 – Czarny goniec · d5 – Biały pionek · f5 – Czarny pionek · h4 – Czarny pionek · a2 – Biały pionek · b2 – Biały pionek · d2 – Czarna wieża · e2 – Czarna wieża · h2 – Biały pionek · f1 – Biała wieża · h1 – Biały król | 1 |
|   | a | b | c | d | e | f | g | h |   |

## Wyniki w poszczególnych partiach
|                  | 1 | 2 | 3 | 4 | 5 | 6 | 7 | 8 | 9 | 10 | 11 | 12 | 13 | 14 | 15 | 16 | 17 | 18 | 19 | 20 | 21 | 22 | 23 | Punkty |
| ---------------- | - | - | - | - | - | - | - | - | - | -- | -- | -- | -- | -- | -- | -- | -- | -- | -- | -- | -- | -- | -- | ------ |
| Michaił Czigorin | 1 | ½ | ½ | 0 | ½ | 0 | 1 | 1 | ½ | 1  | 0  | 1  | 0  | 0  | 1  | 0  | 1  | 0  | 1  | 0  | ½  | 0  | 0  | 8      |
| Wilhelm Steinitz | 0 | ½ | ½ | 1 | ½ | 1 | 0 | 0 | ½ | 0  | 1  | 0  | 1  | 1  | 0  | 1  | 0  | 1  | 0  | 1  | ½  | 1  | 1  | 10     |